# Vel
Vel es la palabra latina para expresar el sentido inclusivo de una disyunción. Es de vital importancia en el marco de la lógica proposicional como conectiva lógica. Normalmente se asocia con la palabra o, sin embargo la palabra o no se considera una definición completa y normalmente se usa como definición su tabla de verdad.
En español la palabra o se usa para referirse tanto a la relación entre disyuntos exclusivos como a la relación entre disyuntos inclusivos. Por ejemplo, en la oración Karpov gana el campeonato mundial de ajedrez o Kasparov gana el campeonato mundial de ajedrez, se intuye que sólo puede haber un ganador, por lo tanto se usa o en sentido exclusivo, es decir, la palabra latina aut. Por otra parte, en la oración Se sugiere oído absoluto a pianistas o violinistas, se entiende que se sugiere oído absoluto a pianistas y/o violinistas, se usa en sentido inclusivo, es decir, vel.
En la lógica matemática no se considera necesaria la distinción entre ambos tipos de alternación porque tanto si se usa vel también considerado como sentido débil como si se usa aut (también llamado sentido fuerte) no afecta el valor de verdad del resultado en donde necesariamente uno de lo alternativos implicados es verdadero. Por eso se usa la letra v para simbolizar la disyunción.